# Troy McClure
Troy McClure là một nhân vật hư cấu trong loạt phim hoạt hình Mỹ The Simpsons. McClure ban đầu được lồng tiếng bởi Phil Hartman và xuất hiện lần đầu tiên trong tập phim mùa thứ hai "Homer vs. Lisa và Điều răn thứ 8." McClure được miêu tả là một diễn viên làm những công việc cấp thấp, đáng chú ý nhất là dẫn chương trình quảng cáo thông tin với hàm ý thu hút và những bộ phim giáo dục vô nghĩa, thường gây nghi vấn. Ông xuất hiện với tư cách là nhân vật chính trong "A Fish Called Selma", phần này ông kết hôn với Selma Bouvier để cứu lấy sự nghiệp đang suy sụp và dập tắt những tin đồn về cuộc sống cá nhân. McClure cũng xuất hiện trong tập thứ mười trong mùa thứ bảy là "The Simpsons 138th Episode Spectacular" và một lần nữa trong tập thứ hai mươi tư và áp chót của mùa thứ tám là "The Simpsons Spin-Off Showcase."
McClure được lấy cảm hứng từ hai diễn viên là Troy Donahue và Doug McClure, cũng như chính người lồng tiếng nhân vật, Hartman. Sau cái chết của Hartman vào ngày 28 tháng 5 năm 1998, nhân vật McClura đã không còn xuất hiện chính thức trong các tập phim sau này nữa. Lần xuất hiện cuối cùng của Hartman với tư cách là người lồng tiếng cho McClure nằm trong tập phim thứ mười là "Bart the Mother" trước bốn tháng khi ông bị sát hại, và kể từ đó nhân vật McClure chỉ thỉnh thoảng xuất hiện trong nền. Kể từ những lần xuất hiện hiếm hoi, McClure thường được coi là một trong những nhân vật nổi tiếng nhất của bộ truyện. Năm 2006, IGN đã xếp hạng McClure ở vị trí số 1 trong danh sách "25 nhân vật ngoại vi hàng đầu của Simpsons."